# Johann Baptist Lüft
Johann Baptist Lüft (Magonza, 30 marzo 1801 – Darmstadt, 23 aprile 1870) è stato un teologo tedesco.

## Biografia
Ricevette la sua educazione presso la scuola episcopale di Mainz. Nel 1824 fu ordinato sacerdote e, più tardi, insegnò al seminario cattolico di Mainz. Nel 1830 si trasferì a Giessen come parroco e professore alla facoltà teologica dell'università. Nel 1835 divenne pastore e sovrintendente a Darmstadt, poi nel 1852 fu nominato Ehrendomkapitular (canonico onorario) nella cattedrale di Mainz.

## Opere principali
Con Johannes von Kuhn, Johann Nepomuk Locherer e Franz Anton Staudenmaier, fu co-editore della pubblicazione "Coeditor of the Yearbooks for Theology and Christian Philosophy". Altre opere:
- Betrachtungen über die neuesten Angriffe auf die Ehre der katholischen Kirche. Epistel an Röhr in Weimar und Zimmermann in Darmstadt, 1839.
- Liturgik oder wissenschaftliche Darstellung des katholischen Cultus, 1844–47.
- Betrachtungen über den christlichen Glauben und das christliche Leben, 1852.

| Controllo di autorità | VIAF (EN) 61944351 · ISNI (EN) 0000 0000 0392 8091 · CERL cnp00295740 · GND (DE) 10254817X |